# نورمان ويتفيلد
نورمان ويتفيلد (بالإنجليزية: Norman Whitfield)‏ هو موسيقي ومنتج أسطوانات وكاتب أغاني أمريكي، ولد في 12 مايو 1940 في نيويورك في الولايات المتحدة، وتوفي في 16 سبتمبر 2008 في لوس أنجلوس في الولايات المتحدة بسبب السكري.

## وصلات خارجية
- نورمان ويتفيلد على موقع IMDb (الإنجليزية)
- نورمان ويتفيلد على موقع ميوزك برينز (الإنجليزية)
- نورمان ويتفيلد على موقع قاعدة بيانات برودواي على الإنترنت (الإنجليزية)
- نورمان ويتفيلد على موقع قاعدة بيانات برودواي على الإنترنت (الإنجليزية)
- نورمان ويتفيلد على موقع أول ميوزيك (الإنجليزية)
- نورمان ويتفيلد على موقع ديسكوغز (الإنجليزية)